# Witold Albiński
Witold Albiński (ur. 22 sierpnia 1963 w Bydgoszczy) – polski muzyk, dziennikarz i pedagog; perkusista i manager zespołu Jary Band, prowadzonego przez Krzysztofa Jaryczewskiego, założyciela i pierwszego wokalistę Oddziału Zamkniętego. Przez kilka lat grał również na gitarze basowej i akustycznej. 
Jest autorem i realizatorem kilkuset programów telewizyjnych oraz kilkunastu wideoklipów. Jako pedagog realizuje audycję telewizyjną Galeria, która powstaje podczas zajęć dziennikarskich w Pałacu Młodzieży w Bydgoszczy i emitowana jest na antenie TVP w Bydgoszczy. Współrealizator koncertów i widowisk telewizyjnych w charakterze inspicjenta, kierownika planu, i asystenta reżysera. Wśród nich między innymi – Telekamery, Viva Najpiękniejsi, KFPP Opole, Festiwal Jedynki w Sopocie, Przystanek Woodstock – (dotychczas wszystkie edycje), Festiwal Muzyki Jarocin 2000, Koncert z okazji 25-lecia Fundacji Jana Pawła II w Watykanie, Koncerty Papieskie, Festiwal Song of Songs, Mistrzostwa Europy w Łyżwiarstwie, Gala Polskie Orły 2007.

## Życiorys
W 1982 roku Witold Albiński (perkusista) wraz z wokalistą Dariuszem Hałasem powołał do życia zespół Fatum. W tym samym roku utwór "Idź dalej" trafia na 3 miejsce Listy Przebojów Polskiego Radia Pr. 1. Grupa wykonywała klasyczny hard rock, a w swoim repertuarze miała nawet utwory grup Black Sabbath i Budgie. Po kilku latach i zmianach składu, Fatum (mylone często z Fatum z Warszawy), zmienia nazwę na Lord Vader. Wraz ze zmianą nazwy zmienia się też muzyka. Hard rock Fatum zostaje „wyostrzony” i przyspieszony. Taka jest muzyka Lorda Vadera, heavymetalowa. Grupa, do dziś uznawana jest za kultową; zawiesiła działalność w 1987 roku. 
Następny zespół to bluesowy Beer Band, grający standardy i kilka własnych kompozycji. Po odejściu z zespołu Albiński zajmuje się „managerowaniem” zespołowi YA i przygotowuje się do zmiany swego muzycznego oblicza. 
W 1991 roku jako basista, staje na czele swojej formacji Graffiti. Zespół założony wraz z gitarzystą i wokalistą Ryszardem Poćwiardowskim i perkusistą Piotrem Ślaskim ostro startuje i już w pierwszym roku działalności otrzymuje nagrodę na Festiwalu w Jarocinie. Na koncie grupy wiele koncertów, między innymi na festiwalach w Jarocinie, w Sopocie, na FAMIE w Świnoujściu oraz Przystanku Woodstock. W dyskografii MC i CD Graffiti wydane w 1994 roku. W 2002 roku za sprawą Gazety Wyborczej ukazuje się ostatnia płyta zespołu, zatytułowana Victoria. Płyta zawiera nagrania zrealizowane w roku 1996, między innymi ze znanym bydgoskim żużlowcem Jackiem Gollobem oraz hymn „Victoria” napisany z okazji zdobycia tytułu mistrza Polski przez żużlową drużynę Polonii Bydgoszcz. 
Graffiti czynnie działa do momentu, gdy Witold Albiński zostaje zaproszony do grupy Sebastiana Makowskiego, jako gitarzysta akustyczny. Zespół wykonuje ciekawą rockową i akustyczną muzykę z dużą dawką folku. W dyskografii MC i CD Atomowy łabędź wydane przez firmę Sony Music w 2001 roku. Udział w grupie kończy się w 2001 roku, gdy wydane zostają archiwalne nagrania zespołu Lord Vader w postaci płyty analogowej Goliath. Po sukcesie płyty muzycy Lorda Vadera postanawiają się spotkać i na kompaktową wersję płyty nagrać kilka piosenek. I tak ukazują się dwie wersja CD Goliat – na Europę Zachodnią i Amerykę Południową. Jest to pierwsze polskie oficjalne metalowe wydawnictwo w tej części świata. 
Mimo pozytywnych recenzji, Lord Vader nie wznawia jednak swojej działalności, a Witold Albiński ponownie jako perkusista bierze udział w kilku kolejnych zespołach (Rebell, Oni, Daydream) lub gra gościnnie (Maleo Reggae Rockers, For Sale), by wreszcie zasilić Jary Band, zespół Krzysztofa Jaryczewskiego, założyciela i pierwszego wokalisty Oddziału Zamkniętego; debiut z zespołem podczas XIII Finału Wielkiej Orkiestry Świątecznej Pomocy w Warszawie w 2005 roku, następnie występy w programach Kuba Wojewódzki, Pytanie na śniadanie oraz Kawa czy herbata?. Koncerty podczas Przystanku Woodstock w Kostrzynie nad Odrą, występy akustyczne oraz z Orkiestrą Symfoniczną.